# Тіло Дженніфер
«Тíло Джéнніфер» (англ. Jennifer's Body) — американський трилер, знятий за сценарієм Діабло Коді.
Прем'єра фільму відбулася на Міжнародному кінофестивалі в Торонто 2009 року, після цього його було випущено в Сполучених Штатах і Канаді 18 вересня 2009 року.
Як прив'язку до фільму, видавництвом Harperfestival у січні 2009 року було випущено книгу «Jennifer's Body» за авторством Одрі Ніксон за мотивами сценарію Діабло Коді, а у серпні того ж року Boom! Studios випустила однойменну графічну новелу (комікс).

## Сюжет
Ніді Леснікі (Аманда Сейфрід) — сіра мишка — і Дженніфер Чек (Меган Фокс) — найкрасивіша дівчина у школі, — найкращі подруги. Ніді зустрічається з хлопцем на ім'я Чіп Дов (Джонні Сіммонс). Подруги ідуть на концерт рок-гурту до місцевого бару. Там трапляється пожежа, і в результаті гине 8 осіб. Дженніфер, закохана у співака гурту, сідає до них у фургон, і вони їдуть.
Тієї ж ночі Дженніфер приходить додому до Ніді у закривавленому вигляді. Її нудить чорною рідиною, а потім вона втікає. З'ясовується, що Дженніфер перетворилася на демона-людожера, який тепер пожирає хлопців для підтримки життєвих сил. Виною цьому стало жертвопринесення, яке зробили рокери для того, щоб залучити удачу та задобрити потойбічні сили. Вони закололи її, думаючи, що вона незаймана. Але ритуал спрацьовує непередбачуваним чином через те, що Дженніфер втратила невинність у ранньому віці, тому в дівчину вселяється демон.
Проходить час, і Дженніфер вбиває кількох хлопців-однокласників, а потім приходить до Ніді, щоб зізнатися у всьому, перед цим намагаючись звабити її. Ніді дізнається більше про демонічні ритуали у шкільній бібліотеці. Вона дізнається, що одержиму демоном можна вбити ударом у серце. Настає день шкільного балу, і Дженніфер вирішує вбити Чіпа, хлопця Ніді. Ніді здогадується про це і намагається зупинити подругу, розпочинається боротьба. Дженніфер тікає після того, як була поранена Чіпом, але він сам помирає від укусів. Ніді вирішує помститися подрузі і вривається до будинку Дженніфер. Вона смертельно ранить подругу канцелярським ножем, але в кімнату входить мати Дженніфер. Ніді відправляють до психіатричної лікарні, але та набуває надприродних здібностей після укусу Дженніфер і втікає звідти.
У заключних кадрах фільму показано, що Ніді автостопом доїжджає до готелю, де зупинився той самий рок-гурт, і вбиває усіх його учасників.

## У ролях
- Меган Фокс — Дженніфер Чек
- Аманда Сейфрід — Аніта (Ніді) Леснікі
- Адам Броді — Ніколай Вулф
- Джонні Сіммонс — Чіп Дов
- Джонатан Сіммонс — містер Врублевські
- Емі Седаріс — Тоні Леснікі
- Кріс Пратт — офіцер Роман Дуда
- Джуно Радделл — офіцер Варзак
- Кайл Галлнер — Колін Грей
- Синтія Стівенсон — місіс Дов
- Керрі Гензел — місіс Чек
- Ленс Генріксен — водій
- Хуан Рідінгер — Дірк
- Валерія Тіан — Xесіті
- Аман Джохал — Ахмет з Індії
- Джош Емерсон — Джонас Козелл
- Ів Гарлоу — дівчина-готка Хлоя

## Критика
Фільм отримав змішані відгуки кінокритиків. На сайті Rotten Tomatoes фільм має рейтинг 45 % на основі 211 рецензій із середнім балом 5,3 з 10. На сайті Metacritic фільм має оцінку 47 зі 100 на основі 29 рецензій критиків, що відповідає статусу «змішані або середні відгуки». На сайті CinemaScore глядачі дали фільму оцінку С за шкалою від A+ до F.
Кінокритику Роджеру Еберту сподобався фільм, він назвав його «Сутінки для хлопчиків» і сказав, що «як фільм про чирлідерку-людожерку, він кращий, ніж має бути». Еберт сказав, що всередині Коді є «душа художника, і її сценарій привносить до цього матеріалу певну грань, свого роду радість, яка безкомпромісна. Це не трилер жахів на конвеєрі для підлітків». Крім того, він похвалив гру Меган Фокс. Критик дав фільму три із чотирьох зірок.

## Цікаві факти
- Початкова версія сценарію проникла в Інтернет на початку 2008 року.
- Колін запрошує Дженніфер в кінотеатр «Біжу» — студентський кінотеатр Університету Айови, який закінчила Діабло Коді.
- У попередньому сценарному проєкті Діабло Коді, фільмі «Джуно» (2007), згадується фітнес-тренер Тоні Літтл. У цьому ж фільмі можна побачити його рекламний ролик двічі: на початку і в кінці фільму.